# Montlivault
Montlivault est une commune française située dans le département de Loir-et-Cher, en région Centre-Val de Loire.
Localisée au centre-est du département, la commune, située à onze kilomètres de Blois, est un village de plus de 1 000 habitants qui fait partie de la petite région agricole « les Vallée et Coteaux de la Loire », grand ruban plus ou moins large où dominent la culture de la vigne et les productions maraîchères. Elle est drainée par la Loire et par divers petits cours d'eau.
L'occupation des sols est marquée par l'importance des espaces agricoles et naturels qui occupent la quasi-totalité du territoire communal. Plusieurs espaces naturels d'intérêt sont présents dans la commune : deux sites natura 2000 et une zone naturelle d'intérêt écologique, faunistique et floristique (ZNIEFF). En 2010, l'orientation technico-économique de l'agriculture dans la commune est la culture des céréales et des oléoprotéagineux. À l'instar du département qui a vu disparaître le quart de ses exploitations en dix ans, le nombre d'exploitations agricoles a fortement diminué, passant de 21 en 1988, à 23 en 2000, puis à 17 en 2010.
Le patrimoine architectural de la commune comprend deux bâtiments portés à l'inventaire des monuments historiques : l'église Saint-Pierre, inscrite en 1948 puis en 2010, et le château, inscrit en 1987.

## Géographie

### Localisation et communes limitrophes
La commune de Montlivault se trouve au centre-est du département de Loir-et-Cher, dans la petite région agricole des Vallée et Coteaux de la Loire,. À vol d'oiseau, elle se situe à 10,5 km  de Blois, préfecture du département et à 6,4 km de Chambord, chef-lieu du canton de Chambord dont dépend la commune depuis 2015. La commune fait en outre partie du bassin de vie de Blois.
Les communes les plus proches sont : Cour-sur-Loire (1,8 km), Maslives (2,8 km), Menars (2,8 km), Suèvres (3,2 km), Saint-Claude-de-Diray (3,5 km), Saint-Dyé-sur-Loire (3,7 km), Saint-Denis-sur-Loire (4,7 km), Huisseau-sur-Cosson (5,5 km)  et Villerbon (6 km).

### Paysages et relief
Dans le cadre de la Convention européenne du paysage, adoptée le 20 octobre 2000 et entrée en vigueur en France le 1er juillet 2006, un atlas des paysages de Loir-et-Cher a été élaboré en 2010 par le CAUE de Loir-et-Cher, en collaboration avec la DIREN Centre (devenue DREAL en 2011), partenaire financier. Les paysages du département s'organisent ainsi en huit grands ensembles et 25 unités de paysage,. La commune fait partie de l'unité de paysage de « la Loire patrimoniale de Mer à Blois », dans l'ensemble « la vallée de la Loire ».
En amont de Blois, la Loire s'inscrit entre deux paysages puissants et contrastés : au nord, les immenses et lumineuses étendues céréalières de la Beauce, au sud, les vastes étendues ombreuses des forêts Solognotes, discrètement parsemées d'étangs. En rive droite, les paysages de Beauce s'achèvent aux portes des villes et des villages, avant que ceux-ci ne basculent sur le coteau ; depuis la vallée, les étendues Beauceronnes restent ainsi plutôt discrètes. En rive gauche, la Sologne s'annonce par des horizons boisés successifs, quelques bouquets d'arbres cadrant des parcelles cultivées et des carrés de vignes.
L'altitude du territoire communal varie de 67 mètres à 90 mètres,.

### Hydrographie
La commune est drainée par la Loire (2,126 km) et par divers petits cours d'eau, constituant un réseau hydrographique de 9,46 km de longueur totale.
Le cours de la Loire s'insère dans une large vallée qu'elle a façonnée peu à peu depuis des milliers d'années. Elle traverse d'est en ouest le département de Loir-et-Cher depuis Saint-Laurent-Nouan jusqu'à Veuzain-sur-Loire, avec un cours large et lent. La Loire présente des fluctuations saisonnières de débit assez marquées.

### Climat
Pour des articles plus généraux, voir Climat du Centre-Val de Loire et Climat de Loir-et-Cher.
En 2010, le climat de la commune est de type climat océanique dégradé des plaines du Centre et du Nord, selon une étude du CNRS s'appuyant sur une série de données couvrant la période 1971-2000. En 2020, Météo-France publie une typologie des climats de la France métropolitaine dans laquelle la commune est exposée à un climat océanique altéré et est dans la région climatique Moyenne vallée de la Loire, caractérisée par une bonne insolation (1 850 h/an) et un été peu pluvieux.
Pour la période 1971-2000, la température annuelle moyenne est de 10,9 °C, avec une amplitude thermique annuelle de 15 °C. Le cumul annuel moyen de précipitations est de 652 mm, avec 10,5 jours de précipitations en janvier et 6,7 jours en juillet. Pour la période 1991-2020, la température moyenne annuelle observée sur la station météorologique de Météo-France la plus proche, dans la commune de Cheverny à 16 km à vol d'oiseau, est de 11,8 °C et le cumul annuel moyen de précipitations est de 675,8 mm,. Pour l'avenir, les paramètres climatiques de la commune estimés pour 2050 selon différents scénarios d'émission de gaz à effet de serre sont consultables sur un site dédié publié par Météo-France en novembre 2022.

### Milieux naturels et biodiversité

#### Sites Natura 2000
Le réseau Natura 2000 est un réseau écologique européen de sites naturels d'intérêt écologique élaboré à partir des Directives « Habitats » et « Oiseaux ». Ce réseau est constitué de Zones spéciales de conservation (ZSC) et de Zones de protection spéciale (ZPS). Dans les zones de ce réseau, les États membres s'engagent à maintenir dans un état de conservation favorable les types d'habitats et d'espèces concernés, par le biais de mesures réglementaires, administratives ou contractuelles. L'objectif est de promouvoir une gestion adaptée des habitats tout en tenant compte des exigences économiques, sociales et culturelles, ainsi que des particularités régionales et locales de chaque État membre. Les activités humaines ne sont pas interdites, dès lors que celles-ci ne remettent pas en cause significativement l'état de conservation favorable des habitats et des espèces concernés. Des parties du territoire communal sont incluses dans les sites Natura 2000 suivants : 
- une ZSC, la « Vallée de la Loire de Mosnes à Tavers », d'une superficie de 2 278 ha, un des sites ligériens les plus remarquables par son originalité, avec des milieux naturels incontournables tels que les habitats d'eaux courantes et stagnantes accueillant de nombreux poissons et autres animaux de l'Annexe II (Castor), les pelouses et prairies de grèves et zones inondables et les forêts alluviales[23] ;
- une ZPS, le « Vallée de la Loire du Loir-et-Cher », d'une superficie de 2 398 ha[24].

#### Zones naturelles d'intérêt écologique, faunistique et floristique
L'inventaire des zones naturelles d'intérêt écologique, faunistique et floristique (ZNIEFF) a pour objectif de réaliser une couverture des zones les plus intéressantes sur le plan écologique, essentiellement dans la perspective d'améliorer la connaissance du patrimoine naturel national et de fournir aux différents décideurs un outil d'aide à la prise en compte de l'environnement dans l'aménagement du territoire. Le territoire communal de Montlivault comprend une ZNIEFF : 
la « Loire Blésoise » (2 380,68 ha).

Cartes des Znieff et zones Natura 2000.
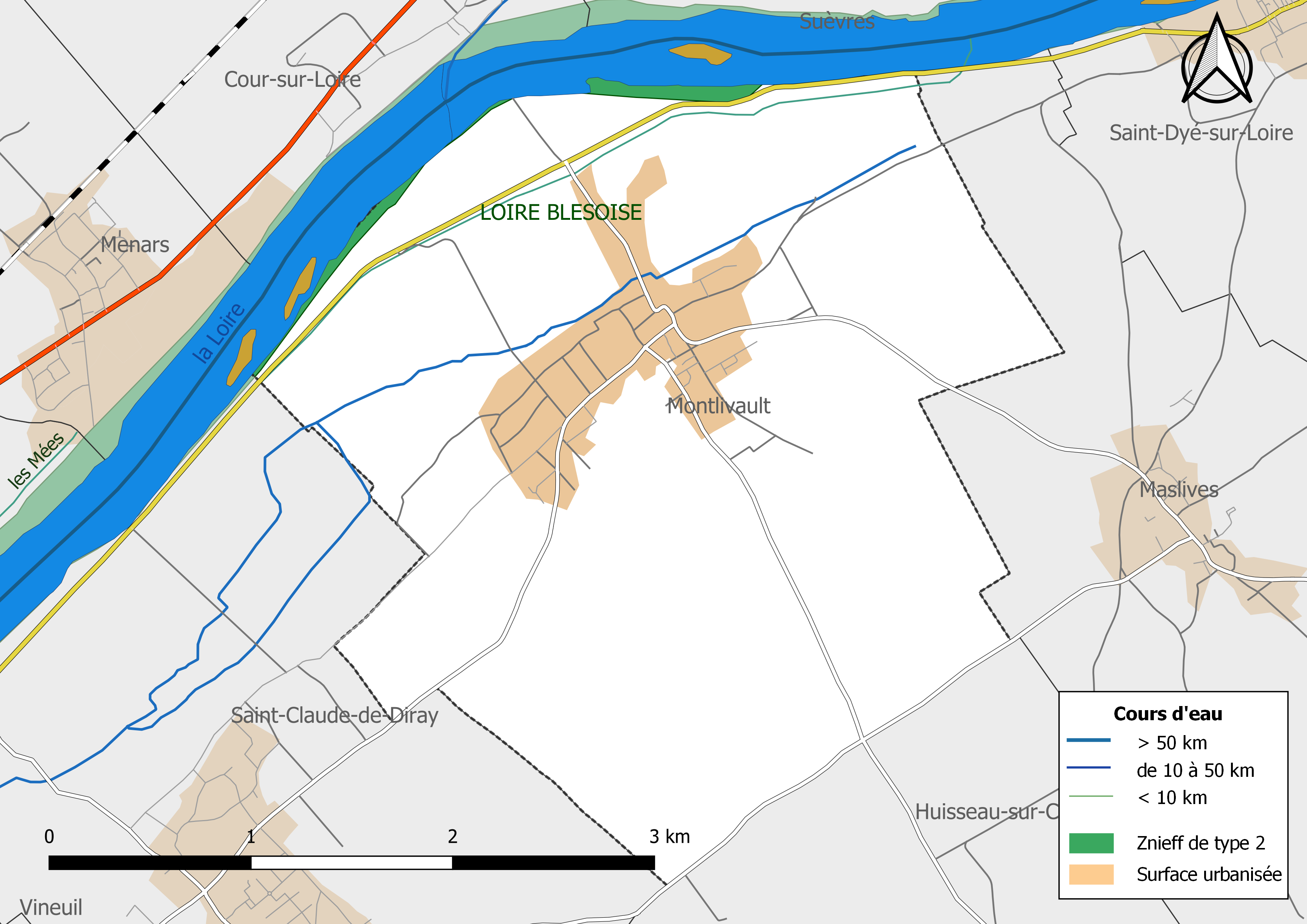
Carte des ZNIEFF de type 2 localisées dans la commune[Note 2].
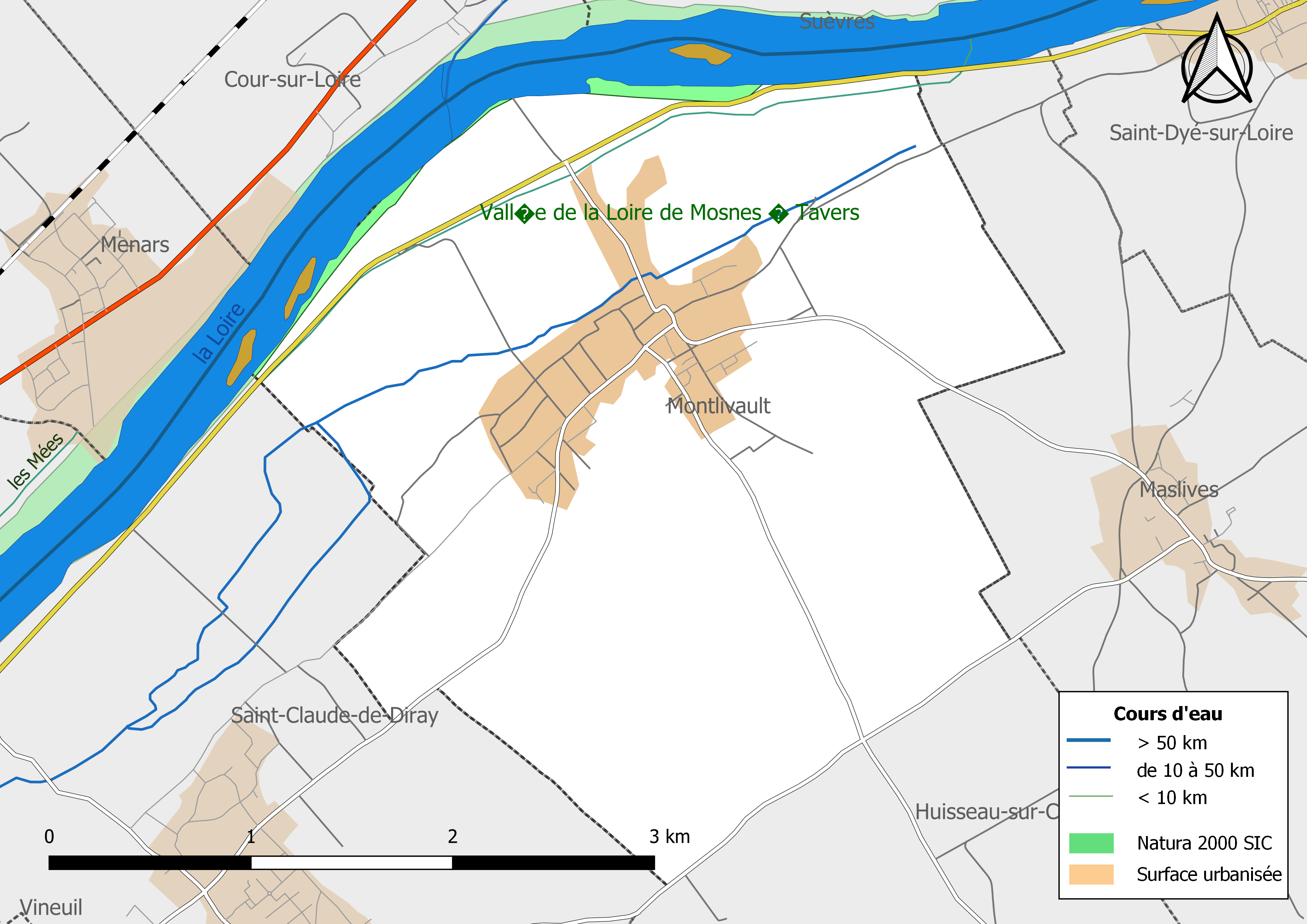
Carte de la zone Natura 2000 de type SIC localisée dans la commune.
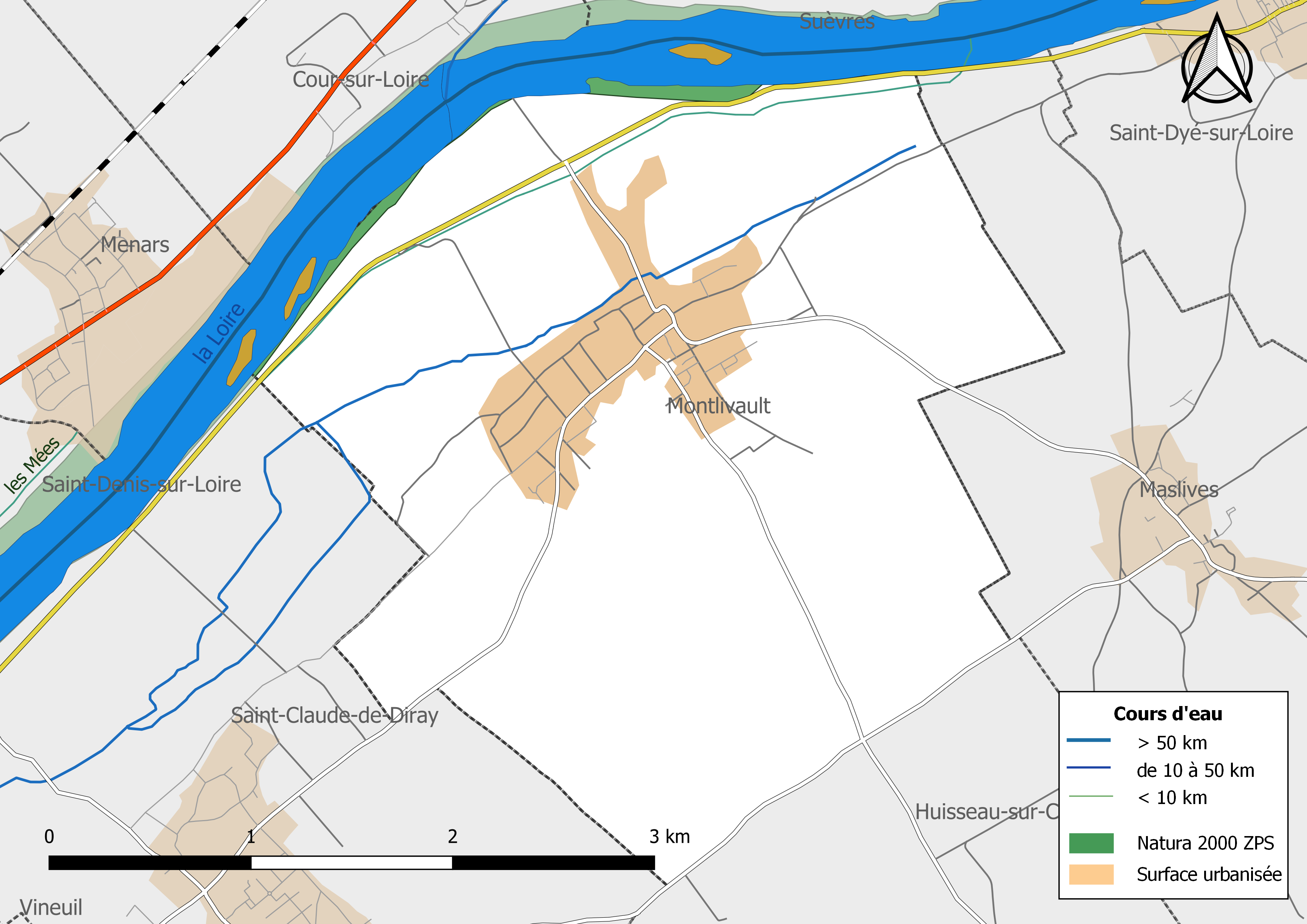
Carte de la zone Natura 2000 de type ZPS localisée dans la commune.

## Urbanisme

### Typologie
Au 1er janvier 2024, Montlivault est catégorisée bourg rural, selon la nouvelle grille communale de densité à sept niveaux définie par l'Insee en 2022.
Elle est située hors unité urbaine. Par ailleurs la commune fait partie de l'aire d'attraction de Blois, dont elle est une commune de la couronne,. Cette aire, qui regroupe 78 communes, est catégorisée dans les aires de 50 000 à moins de 200 000 habitants,.

### Occupation des sols
L'occupation des sols est marquée par l'importance des espaces agricoles et naturels (91,3 %). La répartition détaillée ressortant de la base de données européenne d'occupation biophysique des sols Corine Land Cover millésimée 2012 est la suivante : 
terres arables (56,9 %), 
zones agricoles hétérogènes (18,2 %), 
forêts (9,7 %), 
milieux à végétation arbustive ou herbacée (1,4 %), 

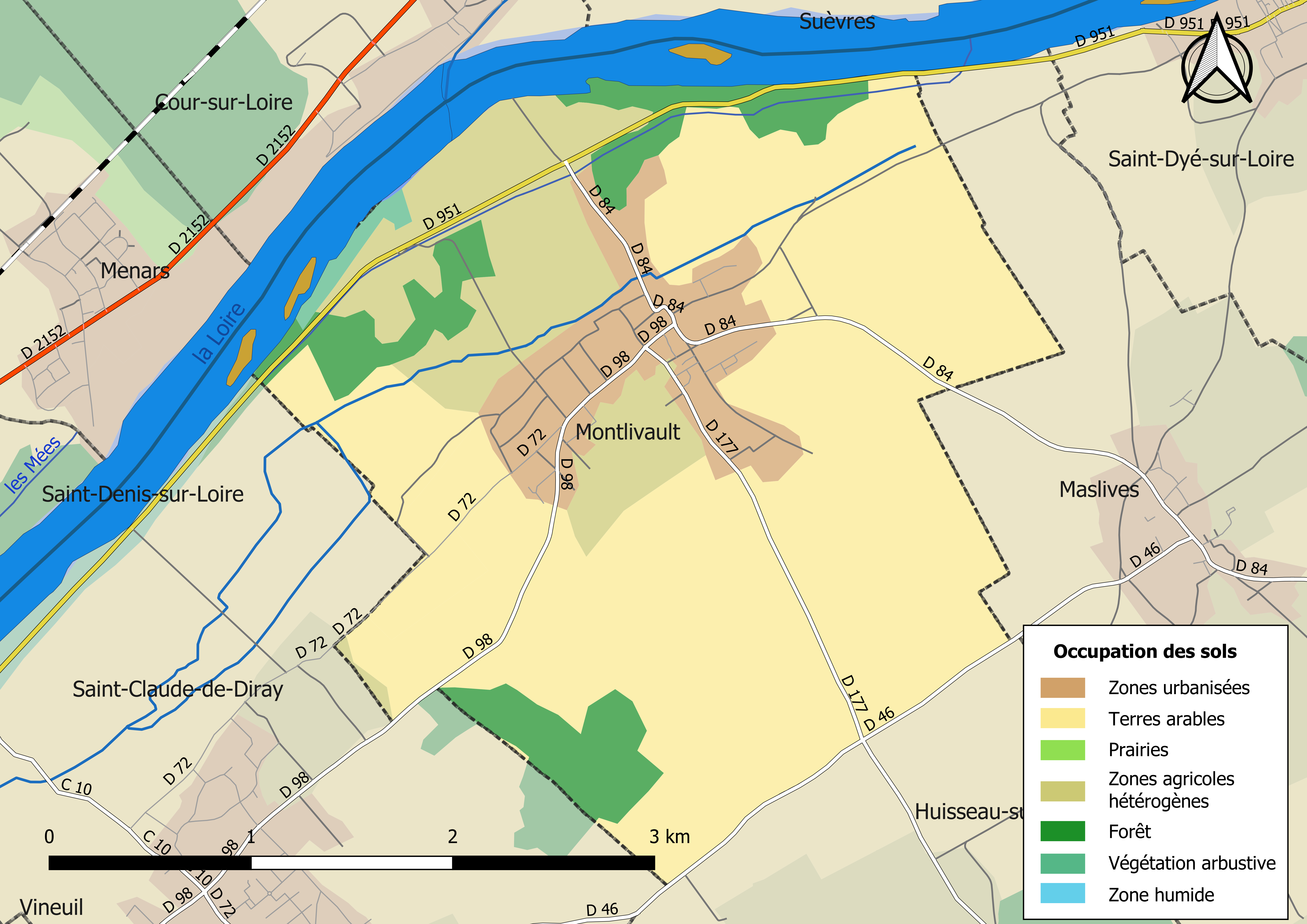
Carte des infrastructures et de l'occupation des sols de la commune en 2018 (CLC).

zones urbanisées (8,7 %), 
eaux continentales (5,2 %).

### Planification
La loi SRU du 13 décembre 2000 a incité fortement les communes à se regrouper au sein d'un établissement public, pour déterminer les partis d'aménagement de l'espace au sein d'un SCoT, un document essentiel d'orientation stratégique des politiques publiques à une grande échelle. La commune est dans le territoire du  SCOT du Blésois, approuvé en 2006 et révisé en juillet 2016.
En matière de planification, la commune disposait en 2017 d'un plan d'occupation des sols approuvé, un plan local d'urbanisme était en révision. Par ailleurs, à la suite de la loi ALUR (loi pour l'accès au logement et un urbanisme rénové) de mars 2014, un plan local d'urbanisme intercommunal couvrant le territoire de la communauté de communes du Grand Chambord a été prescrit le 14 décembre 2015.

### Habitat et logement
Le tableau ci-dessous présente la typologie des logements à Montlivault en 2016 en comparaison avec celle du Loir-et-Cher et de la France entière. Une caractéristique marquante du parc de logements est ainsi la faible proportion des résidences secondaires et logements occasionnels (4,9 %) par rapport au département (18 %) et à la France entière (9,6 %). Concernant le statut d'occupation de ces logements, 85,4 % des habitants de la commune sont propriétaires de leur logement (86,6 % en 2011), contre 68,1 % pour le Loir-et-Cher et 57,6 pour la France entière.
|                                                         | Montlivault | Loir-et-Cher | France entière |
| ------------------------------------------------------- | ----------- | ------------ | -------------- |
| Résidences principales (en %)                           | 90,9        | 74,5         | 82,3           |
| Résidences secondaires et logements occasionnels (en %) | 4,9         | 18           | 9,6            |
| Logements vacants (en %)                                | 4,3         | 7,5          | 8,1            |

### Risques majeurs
Le territoire communal de Montlivault est vulnérable à différents aléas naturels : inondations (par débordement de la Loire), climatiques (hiver exceptionnel ou canicule), mouvements de terrains ou sismique (sismicité très faible). 
Il est également exposé à un risque technologique : le risque nucléaire,.

#### Risques naturels

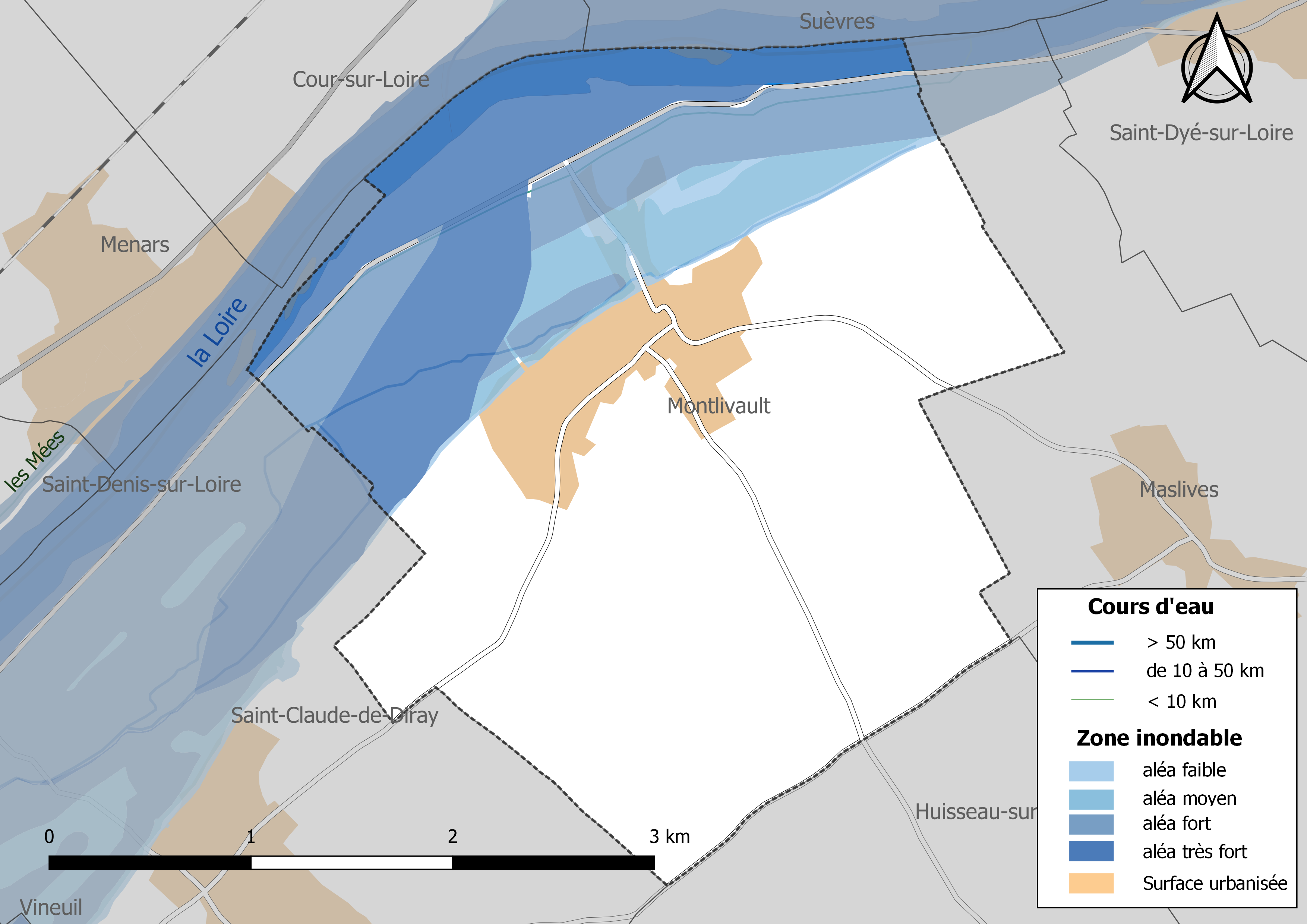
Zones inondables de la commune de Montlivault.

Les mouvements de terrains susceptibles de se produire dans la commune sont liés au retrait-gonflement des argiles. Le phénomène de retrait-gonflement des argiles est la conséquence d'un changement d'humidité des sols argileux. Les argiles sont capables de fixer l'eau disponible mais aussi de la perdre en se rétractant en cas de sécheresse. Ce phénomène peut provoquer des dégâts très importants sur les constructions (fissures, déformations des ouvertures) pouvant rendre inhabitables certains locaux. La carte de zonage de cet aléa peut être consultée sur le site de l'observatoire national des risques naturels Georisques.
En Loir-et-Cher, les crues de la Loire représentent des volumes d'eau et des débits quatre à cinq fois supérieurs à ceux du Cher et du Loir : la superficie des zones et l'ampleur des dégâts peuvent être considérables. Les crues historiques sont celles de 1846 (6,60 m à l'échelle de Blois), 1856 (6,78 m), 1866 (6,70 m), 1907 (5,63 m) et 2003 (3,78 m). Le débit maximal historique est de 5 100 m3/s (crue de 1846) et caractérise une crue de retour centennal . Un déversoir a été construit sur la commune. Cet ouvrage permet de dévier une partie des eaux d'écoulement en Loire lorsque le niveau de celle-ci passe au-dessus d'un certain seuil. Le risque d'inondation est pris en compte dans l'aménagement du territoire de la commune par le biais du Plan de prévention du risque inondation (PPRI) de la Loire amont.

#### Risques technologiques
La totalité du territoire de la commune peut être concernée par le risque nucléaire. En cas d'accident grave, certaines installations nucléaires sont susceptibles de rejeter dans l'atmosphère de l'iode radioactif. Or la commune se situe partiellement à l'intérieur du périmètre de 20 km du Plan particulier d'intervention de la centrale nucléaire de Saint-Laurent-des-Eaux. À ce titre les habitants de la commune, comme tous ceux résidant dans le périmètre proche de 20 km de la centrale ont bénéficié, à titre préventif, d'une distribution de comprimés d'iode stable dont l'ingestion avant rejet radioactif permet de pallier les effets sur la thyroïde d'une exposition à de l'iode radioactif. En cas d'incident ou d'accident nucléaire, des consignes de confinement ou d'évacuation peuvent être données et les habitants peuvent être amenés à ingérer, sur ordre du préfet, les comprimés en leur possession,.

## Histoire

### Révolution française et Empire

#### Nouvelle organisation territoriale
Le décret de l'Assemblée nationale du 12 novembre 1789 décrète qu'« il y aura une municipalité dans chaque ville, bourg, paroisse ou communauté de campagne », mais ce n'est qu'avec le décret de la Convention nationale du 10 brumaire an II (31 octobre 1793) que la paroisse de Montlivault devient formellement « commune de Montlivault »,.
En 1790, dans le cadre de la création des départements, la municipalité est rattachée au canton de Bracieux et au district de Blois. Les cantons sont supprimés, en tant que découpage administratif, par une loi du 26 juin 1793, et ne conservent qu'un rôle électoral, permettant l'élection des électeurs du second degré chargés de désigner les députés,. La Constitution du 5 fructidor an III, appliquée à partir de vendémiaire an IV (1795) supprime les districts, considérés comme des rouages administratifs liés à la Terreur, mais maintient les cantons qui acquièrent dès lors plus d'importance en retrouvant une fonction administrative. Enfin, sous le Consulat, un redécoupage territorial visant à réduire le nombre de justices de paix ramène le nombre de cantons en Loir-et-Cher de 33 à 24. Montlivault est alors rattachée au canton de Blois 5e Canton et à l'arrondissement de Blois par arrêté du 5 vendémiaire an X (26 septembre 1801),,. Cette organisation va rester inchangée pendant près de 150 ans.

### XXeetXXIesiècles
Entre le 29 janvier et le 8 février 1939, plus de 3 100 réfugiés espagnols, fuyant l'effondrement de la République espagnole devant Franco, arrivent dans le Loir-et-Cher. Devant l'insuffisance des structures d'accueil (les haras de Selles-sur-Cher sont notamment utilisés), 47 villages sont mis à contribution, dont Montlivault. Les réfugiés, essentiellement des femmes et des enfants, sont soumis à une quarantaine stricte, vaccinés, le courrier est limité, le ravitaillement, s'il est peu varié et cuisiné à la française, est cependant assuré. Au printemps et à l'été, les réfugiés sont regroupés à Bois-Brûlé (commune de Boisseau).

## Politique et administration

### Découpage territorial
La commune de Montlivault est membre de la communauté de communes du Grand Chambord, un établissement public de coopération intercommunale (EPCI) à fiscalité propre créé le 1er janvier 2002.
Elle est rattachée sur le plan administratif à l'arrondissement de Blois, au département de Loir-et-Cher et à la région Centre-Val de Loire, en tant que circonscriptions administratives. Sur le plan électoral, elle est rattachée au canton de Chambord depuis 2015 pour l'élection des conseillers départementaux et à la Première circonscription de Loir-et-Cher pour les élections législatives.

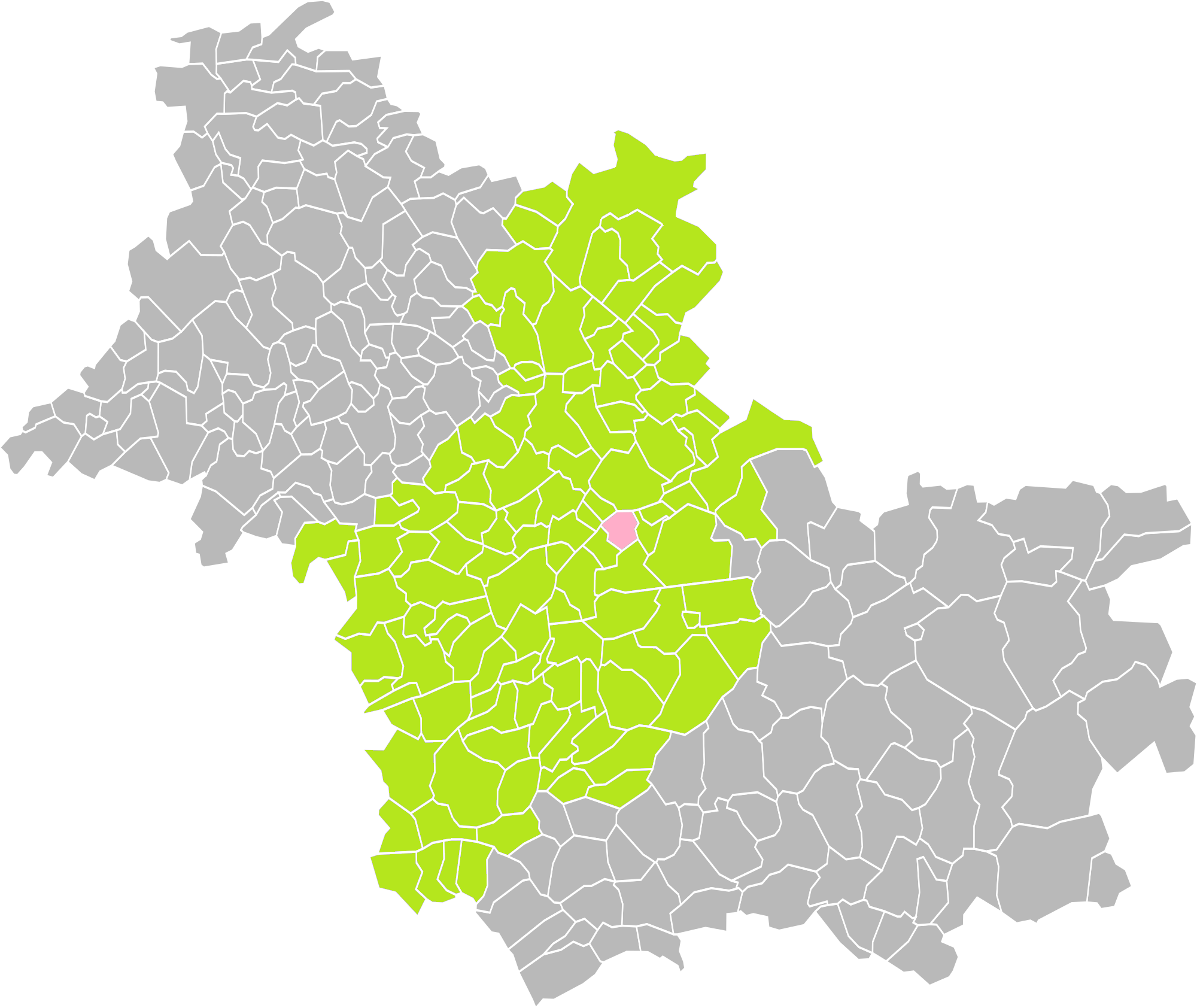
Montlivault dans l'arrondissement de Blois en 2016.
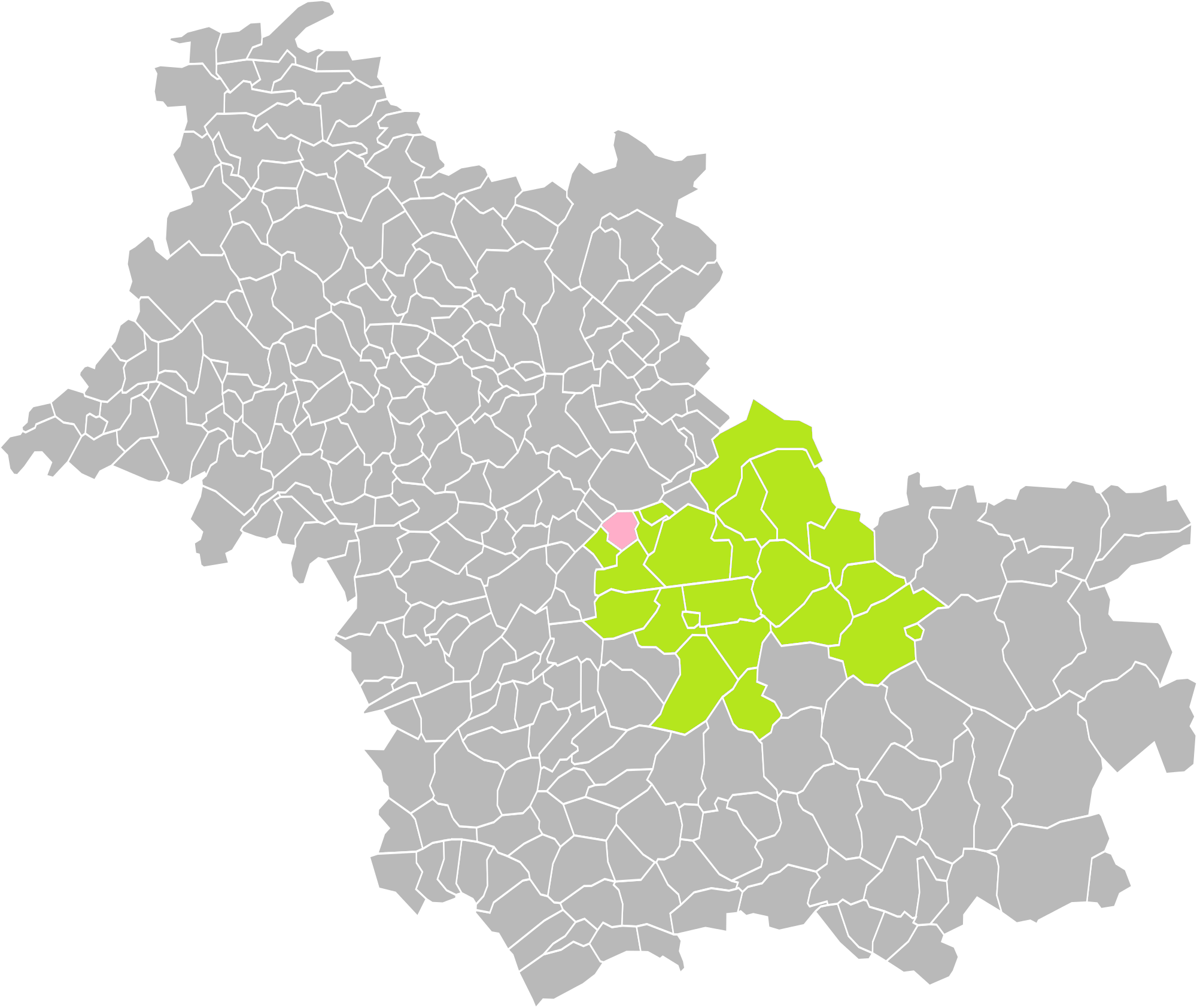
Montlivault dans le canton de Chambord en 2016.

### Politique et administration municipale

#### Conseil municipal et maire
Le conseil municipal de Montlivault, commune de plus de 1 000 habitants, est élu au scrutin proportionnel plurinominal avec prime majoritaire. Compte tenu de la population communale, le nombre de sièges au conseil municipal est de 15. Le maire, à la fois agent de l'État et exécutif de la commune en tant que collectivité territoriale, est élu par le conseil municipal au scrutin secret lors de la première réunion du conseil suivant les élections municipales, pour un mandat de six ans, c'est-à-dire pour la durée du mandat du conseil.
| Période   | Période  | Identité                 | Étiquette | Qualité                                                         |
| --------- | -------- | ------------------------ | --------- | --------------------------------------------------------------- |
| mars 2008 | 2014     | Nicole Chevallier-Drouet |           |                                                                 |
| mars 2014 | En cours | Gérard Chauveau,         |           | Profession intermédiaire administrative de la fonction publique |

## Équipements et services

### Eau et assainissement
L'organisation de la distribution de l'eau potable, de la collecte et du traitement des eaux usées et pluviales relève des communes. La compétence eau et assainissement des communes est un service public industriel et commercial (SPIC).

#### Alimentation en eau potable
Le service d'eau potable comporte trois grandes étapes : le captage, la potabilisation et la distribution d'une eau potable conforme aux normes de qualité fixées pour protéger la santé humaine. En 2019, la commune est membre de la communauté de communes du Grand Chambord qui assure le service en régie dont le contrat arrive à échéance le 31 décembre 2020.

#### Assainissement des eaux usées
En 2019, la gestion du service d'assainissement collectif de la commune de Montlivault est assurée par la communauté de communes du Grand Chambord qui a le statut de entreprise privée.
Une station de traitement des eaux usées est en service au 1er janvier 2019 sur le territoire communal : 
« Le Regain », un équipement utilisant la technique de l'aération par boues activées, avec prétraitement, .Dénitrif. Bio., dont la capacité est de 1 170 EH.
L'assainissement non collectif (ANC) désigne les installations individuelles de traitement des eaux domestiques qui ne sont pas desservies par un réseau public de collecte des eaux usées et qui doivent en conséquence traiter elles-mêmes leurs eaux usées avant de les rejeter dans le milieu naturel. La communauté de communes du Grand Chambord assure pour le compte de la commune le service public d'assainissement non collectif (SPANC), qui a pour mission de vérifier la bonne exécution des travaux de réalisation et de réhabilitation, ainsi que le bon fonctionnement et l'entretien des installations.

### Sécurité, justice et secours
La sécurité de la commune est assurée par la brigade de gendarmerie de Bracieux qui dépend du groupement de gendarmerie départementale de Loir-et-Cher installé à Blois.
En matière de justice, Montlivault relève du conseil de prud'hommes de Blois, de la Cour d'appel d'Orléans (juridiction de Blois), de la Cour d'assises de Loir-et-Cher, du tribunal administratif de Blois, du tribunal de commerce de Blois et du tribunal judiciaire de Blois.

## Population et société

### Démographie

#### Évolution démographique
L'évolution du nombre d'habitants est connue à travers les recensements de la population effectués dans la commune depuis 1793. Pour les communes de moins de 10 000 habitants, une enquête de recensement portant sur toute la population est réalisée tous les cinq ans, les populations de référence des années intermédiaires étant quant à elles estimées par interpolation ou extrapolation. Pour la commune, le premier recensement exhaustif entrant dans le cadre du nouveau dispositif a été réalisé en 2005.

En 2022, la commune comptait 1 307 habitants, en évolution de −4,67 % par rapport à 2016 (Loir-et-Cher : −1,15 %, France hors Mayotte : +2,11 %).
| 1793 | 1800 | 1806 | 1821 | 1831 | 1836 | 1841 | 1846 | 1851 |
| ---- | ---- | ---- | ---- | ---- | ---- | ---- | ---- | ---- |
| 655  | 717  | 765  | 771  | 853  | 880  | 908  | 911  | 963  |

| 1856 | 1861 | 1866 | 1872 | 1876 | 1881 | 1886 | 1891 | 1896 |
| ---- | ---- | ---- | ---- | ---- | ---- | ---- | ---- | ---- |
| 986  | 963  | 976  | 905  | 884  | 858  | 877  | 820  | 782  |

| 1901 | 1906 | 1911 | 1921 | 1926 | 1931 | 1936 | 1946 | 1954 |
| ---- | ---- | ---- | ---- | ---- | ---- | ---- | ---- | ---- |
| 744  | 754  | 743  | 674  | 642  | 632  | 623  | 591  | 602  |

| 1962 | 1968 | 1975 | 1982  | 1990  | 1999  | 2005  | 2006  | 2010  |
| ---- | ---- | ---- | ----- | ----- | ----- | ----- | ----- | ----- |
| 616  | 653  | 660  | 1 128 | 1 257 | 1 192 | 1 337 | 1 329 | 1 339 |

| 2015  | 2020  | 2022  | - | - | - | - | - | - |
| ----- | ----- | ----- | - | - | - | - | - | - |
| 1 375 | 1 305 | 1 307 | - | - | - | - | - | - |

#### Pyramide des âges
En 2018, le taux de personnes d'un âge inférieur à 30 ans s'élève à 29,4 %, soit en dessous de la moyenne départementale (31,3 %). À l'inverse, le taux de personnes d'âge supérieur à 60 ans est de 31,0 % la même année, alors qu'il est de 31,6 % au niveau départemental.
En 2018, la commune comptait 666 hommes pour 680 femmes, soit un taux de 50,52 % de femmes, légèrement inférieur au taux départemental (51,45 %).
Les pyramides des âges de la commune et du département s'établissent comme suit.
| Hommes | Classe d’âge | Femmes |
| ------ | ------------ | ------ |
| 0,8    | 90 ou +      | 1,5    |
| 7,4    | 75-89 ans    | 7,4    |
| 22,4   | 60-74 ans    | 22,3   |
| 20,3   | 45-59 ans    | 20,8   |
| 19,7   | 30-44 ans    | 18,7   |
| 12,4   | 15-29 ans    | 12,7   |
| 17,0   | 0-14 ans     | 16,5   |

| Hommes | Classe d’âge | Femmes |
| ------ | ------------ | ------ |
| 1,1    | 90 ou +      | 2,6    |
| 9,2    | 75-89 ans    | 11,9   |
| 19,7   | 60-74 ans    | 20,4   |
| 20,7   | 45-59 ans    | 20     |
| 16,5   | 30-44 ans    | 16,2   |
| 15,2   | 15-29 ans    | 13,2   |
| 17,6   | 0-14 ans     | 15,7   |

## Économie

### Secteurs d'activité
Le tableau ci-dessous détaille le nombre d'entreprises implantées à Montlivault selon leur secteur d'activité et le nombre de leurs salariés :
|                                                              | total | % com (% dep) | 0 salarié | 1 à 9 salarié(s) | 10 à 19 salariés | 20 à 49 salariés | 50 salariés ou plus |
| ------------------------------------------------------------ | ----- | ------------- | --------- | ---------------- | ---------------- | ---------------- | ------------------- |
| Ensemble                                                     | 65    | 100,0 (100)   | 49        | 13               | 2                | 1                | 0                   |
| Agriculture, sylviculture et pêche                           | 4     | 6,2 (11,8)    | 0         | 3                | 0                | 1                | 0                   |
| Industrie                                                    | 3     | 4,6 (6,5)     | 2         | 1                | 0                | 0                | 0                   |
| Construction                                                 | 6     | 9,2 (10,3)    | 4         | 2                | 0                | 0                | 0                   |
| Commerce, transports, services divers                        | 42    | 64,6 (57,9)   | 36        | 5                | 1                | 0                | 0                   |
| dont commerce et réparation automobile                       | 14    | 21,5 (17,5)   | 11        | 3                | 0                | 0                | 0                   |
| Administration publique, enseignement, santé, action sociale | 10    | 15,4 (13,5)   | 7         | 2                | 1                | 0                | 0                   |
| Champ : ensemble des activités.                              |       |               |           |                  |                  |                  |                     |

Le secteur du commerce, transports et services divers est prépondérant dans la commune (42 entreprises sur 65)6,2 %), il est plus important qu'au niveau départemental (11,8 %).
Sur les 65 entreprises implantées à Montlivault en 2016, 49 ne font appel à aucun salarié, 13 comptent 1 à 9 salariés, 2 emploient entre 10 et 19 personnes et 1 emploie entre 20 et 49 personnes

### Agriculture
En 2010, l'orientation technico-économique de l'agriculture dans la commune est la culture de fleurs et horticulture diverse. Le département a perdu près d'un quart de ses exploitations en 10 ans, entre 2000 et 2010 (c'est le département de la région Centre-Val de Loire qui en compte le moins). Cette tendance se retrouve également au niveau de la commune où le nombre d'exploitations est passé de 28 en 1988 à 23 en 2000 puis à 17 en 2010. Parallèlement, la taille de ces exploitations augmente, passant de 27 ha en 1988 à 45 ha en 2010. 
Le tableau ci-dessous présente les principales caractéristiques des exploitations agricoles de Montlivault, observées sur une période de 22 ans : 
|                                      | 1988                 | 2000                 | 2010                 |
| Dimension économique                 | Dimension économique | Dimension économique | Dimension économique |
| ------------------------------------ | -------------------- | -------------------- | -------------------- |
| Nombre d'exploitations (u)           | 28                   | 23                   | 17                   |
| Travail (UTA)                        | 39                   | 22                   | 51                   |
| Surface agricole utilisée (ha)       | 761                  | 785                  | 769                  |
| Cultures                             |                      |                      |                      |
| Terres labourables (ha)              | 730                  | 742                  | 682                  |
| Céréales (ha)                        | 497                  | 281                  | 341                  |
| dont blé tendre (ha)                 | 122                  | 143                  | 132                  |
| dont maïs-grain et maïs-semence (ha) | 131                  | 14                   | 31                   |
| Tournesol (ha)                       | 159                  | 159                  | 42                   |
| Colza et navette (ha)                | 17                   | s                    | 84                   |
| Élevage                              |                      |                      |                      |
| Cheptel (UGBTA)                      | 24                   | 22                   | 0                    |

.

#### Produits labellisés

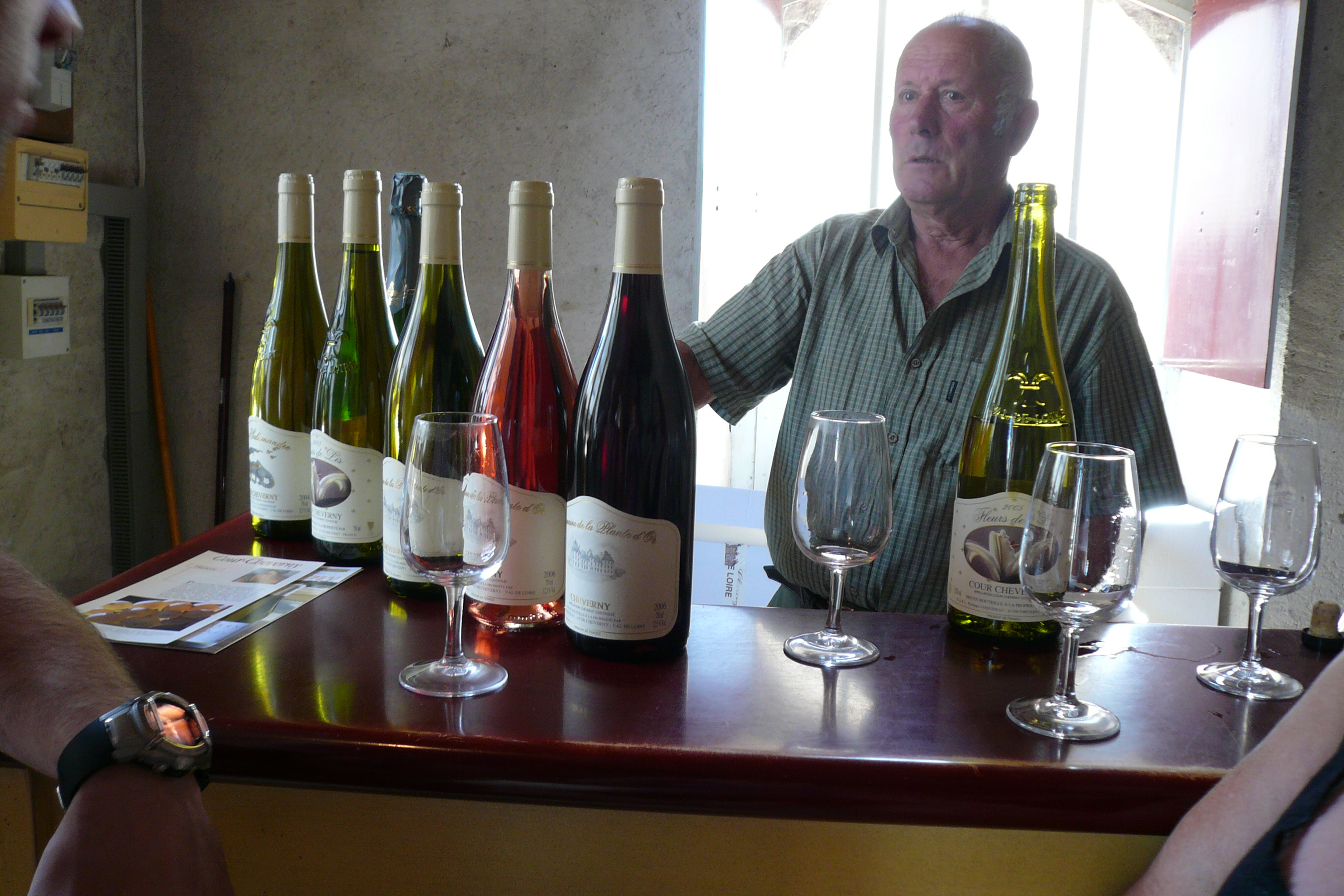
Gamme de vins de Cheverny.

La commune de Montlivault est située dans l'aire de l'appellation d'origine protégée (AOP)  de trois produits : trois vins (le Cheverny, le Cour-cheverny et le crémant-de-loire).
Le territoire de la commune est également intégré aux aires de productions de divers produits bénéficiant d'une indication géographique protégée (IGP) : le vin Val-de-loire et les volailles de l’Orléanais,.

## Culture locale et patrimoine

### Patrimoine mondial de l'Unesco
Le 30 novembre 2000, le Val de Loire, dans son cours moyen de Sully-sur-Loire (Loiret) à Chalonnes-sur-Loire (Maine-et-Loire), est inscrit sur la liste du patrimoine mondial de l'UNESCO comme « paysage culturel ». Cette inscription reconnaît au site une « valeur universelle exceptionnelle » fondée sur la densité de son patrimoine monumental, architectural et urbain, l'intérêt du paysage fluvial et la qualité exceptionnelle d'expressions paysagères héritées de la Renaissance et du Siècle des Lumières. Toute altération de la V.U.E. est considérée comme une perte pour la mémoire de l'Humanité. 
Montlivault fait partie des vingt-six communes de Loir-et-Cher dont le territoire est dans le périmètre inscrit,.
Un plan de gestion pour le Val de Loire patrimoine mondial couvrant les quatre départements concernés par le périmètre inscrit a été adopté le 15 novembre 2012 par le préfet de la région Centre, coordonnateur du site. L'État et les collectivités territoriales, dont les communes, au titre de leurs compétences en matière de patrimoine et d'urbanisme, ou encore de leurs politiques socioéconomiques et d'aménagement du territoire, s'engagent à mettre en place les moyens d'identification, de protection, de conservation et de mise en valeur de ce paysage culturel vivant.

### Lieux et monuments
- L'église Saint-Pierre comporte des peintures murales datant du XVIIe siècle, découvertes lors des travaux de rénovation[93].
- Le lavoir, autrefois très utilisé, sert aujourd'hui de repère pour les jeunes souhaitant se retrouver.
- Le château, situé en face de la mairie de Montlivault, peut être visité librement avec l'accord de ses propriétaires.

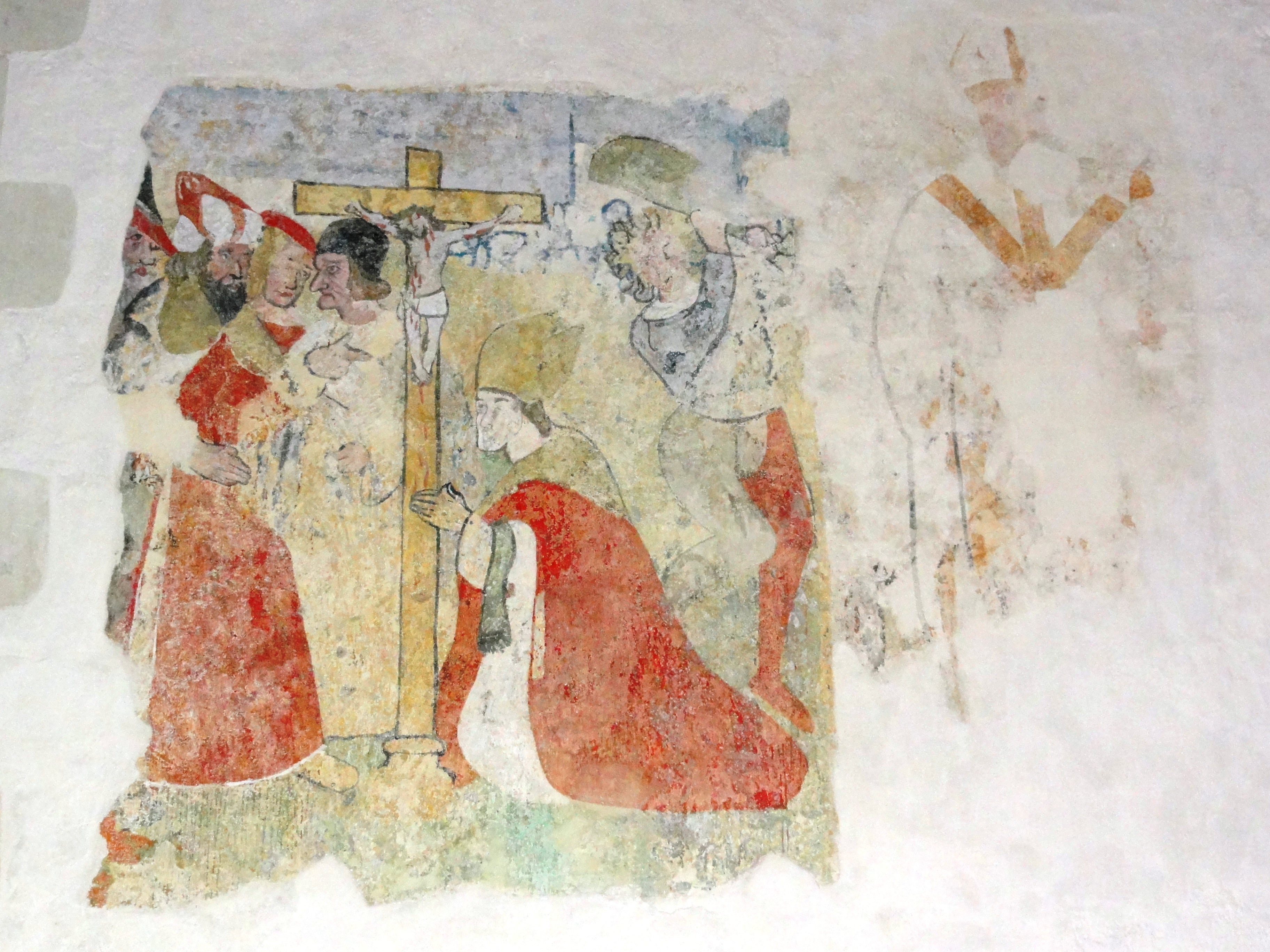
Peintures murales du XVIIe siècle.
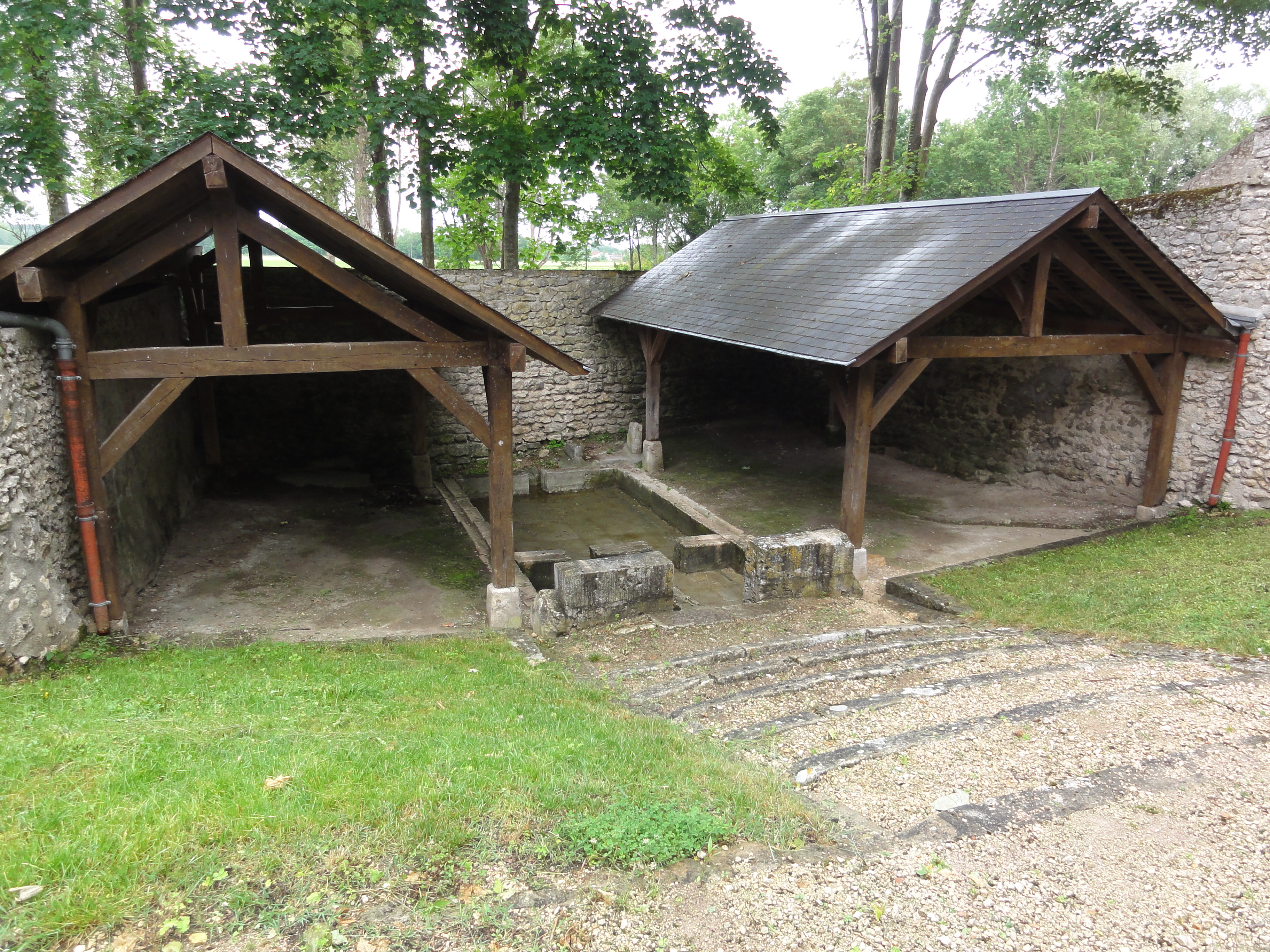
Lavoir de la fontaine Brouat.

### Personnalités liées à la commune
- Casimir Guyon de Montlivault (1770-1846), préfet, conseiller d'État.
- L'abbé Ferdinand Gombault (1858-1947), à la fois  prêtre et auteur, ami de René Guénon (1886-1951).
- Jean Desjoyeaux, résistant (1917-1944) ; une commémoration est organisée annuellement par la commune au pied de la stèle érigée à son nom sur le lieu de sa mort[94],[95].
- Christophe Hay, cuisinier de renom, propriétaire de  La Maison d'à côté, 2* Michelin[réf. nécessaire]